# Fossil Fighters
Fossil Fighters (ぼくらはカセキホリダー?, Bokura wa Kasekihoridā) è un videogioco di ruolo del 2008 sviluppato da Artdink e Red Entertainment e pubblicato da Nintendo per Nintendo DS. È il primo titolo della serie Fossil Fighters che ha ricevuto due sequel, l'ultimo per Nintendo 3DS.

## Modalità di gioco

### Personaggi principali
Eroeprendi il controllo del visitatore, appena arrivato all'isola dei vivosauri, con il sogno di diventare il combattente più grande di fossil fighters, è il personaggio che userai durante tutta la tua avventura.
Rosie RichmondRosie è uno dei primi combattenti di Fossil Fighters che incontrerai, quando avrai messo piede sull'isola dei vivosauri per la prima volta. Rosie è Curiosa e coraggiosa, un compagno inestimabile.
Dr. Digginsl'esperto, ma distratto capo del centro fossili, sa tutto quello che c'è da sapere sulla caccia ai fossili.
B.B. Banditiquesto team di malviventi, sono i banditi che girano sull'isola dei vivosauri, cercando di truffare e derubare i fossil fighters dei loro vivosauri, per diventare i padroni incontrastati dell'isola, il gruppo e formato da un individuo maschio di cui non si sa ancora il nome, di un cane di nome Rex, e di una ragazza della quale non si conosce ancora l'identità.